# Flying (The Beatles)
Flying è un brano strumentale dei Beatles incluso nell'album Magical Mystery Tour del 1967, pubblicato come doppio EP nel Regno Unito e come LP negli Stati Uniti. Si tratta di una delle pochissime canzoni scritte da tutti e quattro i membri dei Beatles insieme: John Lennon, Paul McCartney, George Harrison, e Ringo Starr sono infatti indicati come autori del brano.

## Descrizione
Primo pezzo solo strumentale dei Beatles dai tempi di 12-Bar Original del 1965, questa è la prima canzone la cui paternità viene accreditata a tutti e quattro i membri della band recando la dicitura "Harrison/Lennon–McCartney/Starkey" alla voce autori. La traccia venne registrata l'8 settembre 1967 impiegando mellotron, chitarra, basso, maracas, batteria, mentre il 28 settembre successivo furono aggiunti nastri di effetti sonori.
Flying si intitolava originariamente Aerial Tour Instrumental, e al termine del brano era inclusa una dissolvenza in stile jazz band di New Orleans, che venne però eliminata e sostituita con un nastro loop ad opera di John Lennon e Ringo Starr durante la sessione del 28 settembre. Il loop rendeva la canzone della durata di circa 9 minuti e 38 secondi, ma poi la traccia venne editata fino a raggiungere i 2 minuti e 17 secondi della versione finale. Parte del loop fu usato (insieme ad un estratto del finale jazz) per un motivo chiamato The Bus, inserito in vari punti del film TV Magical Mystery Tour.

### Registrazione
Nella versione finale del brano finita su disco, Lennon suona il tema principale al mellotron, accompagnato da McCartney ed Harrison (entrambi alla chitarra, più una successiva sovraincisione di basso) e Starr (maracas e batteria). Tutti e quattro i Beatles cantano nel coro salmodiante in sottofondo, e la traccia termina con una serie di effetti sonori creati su nastro da Lennon e Starr. Questa è anche la versione che appare nel film Magical Mystery Tour; dove la canzone accompagna la scena dove si vedono immagini dai colori alterati di paesaggi isolati dell'Islanda riprese da un aeroplano.
Una versione differente del brano è presente in qualche bootleg dei Beatles (come ad esempio Back-track 1), e contiene aggiunte di organo Hammond ed uno strano fischio all'inizio della traccia. La coda in stile jazz è inoltre presente in questa versione non ufficiale, che è anche un po' più corta, terminando dopo 2:08 di durata. Questa coda strumentale, che Mark Lewisohn indica come: "probabilmente presa pari pari da qualche misconosciuto disco di jazz moderno", venne infatti suonata al mellotron (che oltre a riprodurre campionamenti del suono di note di un singolo strumento, può contenere anche intere registrazioni di brani di orchestre pop che suonano diversi stili di musica, con accompagnamenti vari. Il pezzo in questione venne suonato con l'apparecchio settato su "Dixieland Rhythm").

## Formazione
- John Lennon – mellotron, organo Hammond, effetti sonori, voce
- Paul McCartney – basso, chitarra, voce
- George Harrison – chitarra elettrica, voce
- Ringo Starr – batteria, maracas, effetti sonori, voce

## Cover
- Nel 1977, i The Residents reinterpretarono Flying sul lato B del loro singolo The Beatles Play the Residents and the Residents Play the Beatles. Il singolo è attualmente quasi introvabile, anche se la traccia può essere ascoltata nella versione in CD dell'album The Third Reich 'n Roll inserita come bonus track.

- Nel 2007, i The Secret Machines hanno reinterpretato la canzone per la colonna sonora del film Across the Universe.